# Sarfeh
 (mai 2017).
Sarfeh (persan : صرفه romanisé en Şarfeh) est un village dans province de Kerman en Iran. Lors du recensement de 2006, sa population était de 44 habitants répartis dans 12 familles.